# 生子菅村
生子菅村（おいごすげむら）は茨城県猿島郡にかつて存在した村である。現在の茨城県坂東市の北部に位置する。

## 歴史
- 1889年（明治22年）4月1日 - 町村制施行に伴い、生子村・生子新田・菅谷村が合併し猿島郡生子菅村が発足。
- 1955年（昭和30年）2月1日 - 逆井山村と合併し富里村が発足。同日生子菅村廃止。